# Toni Fernandes
Toni Fernandes – portugalski rugbysta, siedmiokrotny reprezentant Portugalii w rugby union mężczyzn.
Jego pierwszym meczem w reprezentacji było spotkanie z Holandią, które zostało rozegrane 5 kwietnia 1970 w Hilversum. Ostatni raz w reprezentacji zagrał 7 kwietnia 1974 w Hanowerze, kiedy to jego reprezentacja podejmowała drużynę RFN.